# Louis Carré (football)
Pour les articles homonymes, voir Carré (homonymie) et Louis Carré.
Louis Carré, né à Liège le 7 janvier 1925 et mort le 10 juin 2002 est un footballeur international belge qui évoluait au poste de milieu défensif. Surnommé « la panthère noire » en raison de sa souplesse et de ses cheveux noirs, il détient le record du nombre de matches consécutifs disputés en équipe nationale, à savoir 50 rencontres, pour un total de 56 sélections. Il passe toute sa carrière en club au RFC Liège, avec lequel il dispute 402 matches et remporte deux titres de champion de Belgique.

## Carrière
Formé au RFC Liège, Louis Carré intègre l'équipe première du club après la Seconde Guerre mondiale. Il débute lors de la saison 1945-1946 et s'impose rapidement au poste de milieu de terrain défensif. Après trois saisons de bonne facture, il est appelé pour la première fois en équipe nationale belge le 17 octobre 1948 pour disputer un match amical en France,. Au début des années 1950, il mène l'équipe liégeoise à deux titres de champion de Belgique consécutifs en 1952 et 1953. Ce sont encore aujourd'hui les deux derniers titres décrochés par le club.
Avec les « Diables Rouges », il participe à la Coupe du monde 1954 en Suisse, où la Belgique est éliminée au premier tour. Titulaire systématiquement depuis le 22 mai 1949,, Louis Carré dispute les deux rencontres de la compétition. Toujours titularisé et jamais remplacé jusqu'au 11 mars 1956, il réalise une performance unique en alignant 50 rencontres internationales consécutives, ce qui constitue encore aujourd'hui un record mondial.
En club, il poursuit sa carrière jusqu'en 1959, amenant le RFC Liège à la deuxième place. Après avoir disputé 402 rencontres officielles sous le maillot « Sang et marine », il décide de prendre sa retraite sportive et devient joueur-entraîneur du Daring Club Louvain, actif en Division 3, pendant un an avant de remiser définitivement ses crampons. De 1965 à 1969, il dirige le RCS Verviétois en deuxième division, parvenant à le maintir chaque saison à ce niveau. Il entraîne enfin quelques mois le RFC Liège en 1982, dirigeant l'équipe pendant 17 matches. Il est ensuite nommé directeur de la piscine communale de Liège située Boulevard de la Sauvenière jusqu'à sa retraite en 1990. Il s'éloigne alors complètement de la vie publique jusqu'à son décès le 10 juin 2002.

## Palmarès
- International belge (56 sélections)
- 2 fois Champion de Belgique en 1952 et 1953 avec le RFC Liège.